# Гаагское соглашение о международной регистрации промышленных образцов
Гаагское соглашение о международном депонировании промышленных образцов (англ. Hague Agreement Concerning the International Deposit of Industrial Designs) — соглашение, заключённое 6 ноября 1925 г., вступившее в силу 1 июня 1928 г., и пересмотренное в Лондоне 2 июня 1934 г., в Гааге 28 ноября 1960 г. Также было дополнено Монакским Дополнительным актом от 18 ноября 1961 г., Стокгольмским Дополнительным актом от 14 июля 1967 г., измененным 28 сентября 1979 г. и Женевским актом Гаагского соглашения о международной регистрации промышленных образцов принятым на Дипломатической конференции в Женеве 2.07.1999 г. В соответствии с этим соглашением международное депонирование промышленного образца может быть осуществлено либо непосредственно в Международном бюро Всемирной организации интеллектуальной собственности (ВОИС), либо через посредничество национального ведомства промышленной собственности государства — участника соглашения, являющегося государством происхождения образца.
Гаагское соглашение значительно упрощает процесс получения охраны промышленного образца в других государствах, поскольку, по общему правилу, охрана промышленного образца распространяется только на территорию государства, в которой был выдан патент, а в этом случае для получения охраны необходимо в каждой отдельной стране пройти процедуру получения охранного документа, что, во-первых, неудобно, а во-вторых, финансово невыгодно, поскольку процедуры в разных странах отличаются.
Гаагская система также дает возможность одновременно подавать заявки в любое количество стран, являющихся членами данного соглашения, что является её большим плюсом.
Для получения патентной охраны промышленного образца в нескольких странах владельцу достаточно подать в Международное бюро ВОИС одну заявку на французском либо на английском, с оплатой единственного перечня сборов в одной валюте (швейцарские франки). Такая система также значительно упрощает процедуру внесения изменений в патент или продления срока действия патента, путём простого единственного процедурного шага в Международном бюро ВОИС.
Дата подачи заявки на международное депонирование считается следующим образом: при получении международным бюро ВОИС правильно оформленной заявки и документов, подтверждающих уплату пошлин, датой подачи считается то число, когда бюро получило данную заявку, иначе, если одно из этих требований не выполнено, то датой подачи будет считаться та, на которую будет получен последний из требуемых документов. По выполнению указанных процедур бюро ВОИС производит регистрацию международной заявки и осуществляет публикацию о депонировании в ежемесячном периодическом бюллетене «International Designs Bulletin/Bulletin des dessins et modeles internationaux». В этом бюллетене по каждому депонированию производится публикация промышленного образца в черно-белом, цветном (по просьбе заявителя) или графическом изображении.
Для стран, которые присоединены к Гаагской конвенции, открываются следующие перспективы:
- содействие торговле;
- экономические и финансовые преимущества;
- экономия на административных расходах.

В настоящее время данное соглашение было переименовано на Дипломатической конференции в Женеве 2.07.1999 г. при подписании Женевского акта Гаагского соглашения о международной регистрации промышленных образцов и теперь носит название «Гаагское соглашение о международной регистрации промышленных образцов».
Также на данной дипломатической конференции были приняты: тексты «Инструкции к Женевскому акту Гаагского соглашения о международной регистрации промышленных образцов» и «Согласованные заявления дипломатической конференции в отношении Женевского акта Гаагского соглашения о международной регистрации промышленных образцов и Инструкции к Женевскому акту Гаагского соглашения о международной регистрации промышленных образцов».

## Участники гаагского соглашения
Вместе с развитием науки и техники, появлением новых изобретений и открытий, с каждым годом растет и число международных депонирований. Так, например, в начале 80-х число международных депонирований составляло 2392 заявки, а к началу 1993 года их количество выросло более чем в 2 раза. К концу этого года международный реестр насчитывал примерно 23 тыс. регистраций, при том что среднее количество стран, на которое распространялось каждое отдельное депонирование, составляло около десятка.
По материалам, датируемым 1994 годом, в Гаагском соглашении участвуют 24 государства.
По состоянию на 2022 год участниками Гаагского соглашения являются 77 государств.